# De Dion-Bouton Type DX
Der De Dion-Bouton Type DX ist ein Pkw-Modell aus den 1910er Jahren. Hersteller war De Dion-Bouton aus Frankreich.

## Beschreibung
Die Zulassung durch die nationale Zulassungsbehörde erfolgte am 17. August 1912. Vorgänger war der Type DH.
Der Vierzylindermotor hat 66 mm Bohrung, 120 mm Hub und 1642 cm³ Hubraum. Er war damals in Frankreich mit 10 Cheval fiscal (Steuer-PS) eingestuft. Bei 1500 Umdrehungen in der Minute leistet er 15,5 bhp. Die Höchstleistung des Motors ist nicht bekannt. Er ist vorne im Fahrgestell montiert und treibt über ein Dreiganggetriebe und eine Kardanwelle die Hinterräder an. Der Wasserkühler ist direkt vor dem Motor hinter einem deutlich sichtbaren Kühlergrill.
Die Basis bildet ein Pressstahlrahmen. Der Radstand beträgt 2724 mm und die Spurweite 1250 mm. Die Fahrzeuglänge betrug 3785 mm.
Bekannt sind Aufbauten als Tourenwagen.
Das Modell wurde 13 Monate lang produziert. Nachfolger wurde der Type EK, der am 29. September 1913 seine Zulassung erhielt.